# Старое Китово
Старое Китово  — деревня в Торжокском районе Тверской области. Входит в состав Яконовского сельского поселения.

## География
Находится в центральной части Тверской области на расстоянии приблизительно 35 км на северо-запад по прямой от районного центра города Торжок на правом берегу реки Поведь.

## История
Деревня была отмечена еще на карте 1825 года. В 1859 году здесь (сельцо Китово Новоторжского уезда Тверской губернии) было учтено 22 двора. До 2017 года входила в Осташковское сельское поселение.

## Население
Численность населения: 176 человек (1859 год), 1 (русские 100 %) в 2002 году, 1 в 2010.